# Tine Louise Kortermand
Tine Louise Kortermand (født 1968) er en dansk video- lyd- og performancekunstner. Uddannet fra Det Fynske Kunstakademi. Modtager af Statens Kunstfonds Tonekunstudvalgs tre-årige  arbejdslegat i 2010. Tine Louise Kortermand arbejder i et blandingsfelt mellem kunst og musik. Hendes værker er en hybrid imellem elektro-akustisk musik, performance, filmisk videoinstallation og sfærisk sang på en bund af rå og poetisk støj. Hun arbejder med alternative stilmæssige sammen-sætninger; fra poetisk til råt, fra popkultur til det smalle nyskabende udtryk.